# Estadio Al-Madina
El Estadio Al-Madina (en árabe: ملعب المدينة الدولي‎) literalmente 'estadio del Pueblo', es un estadio de fútbol ubicado en la ciudad de Bagdad, Irak. Fue inaugurado el 1 de diciembre de 2021 y posee una capacidad para 32.000 espectadores. Es utilizado por el club Al-Quwa Al-Jawiya de la Liga Premier de Irak, y por el equipo nacional de fútbol de Irak en algunas ocasiones.

## Historia
Los trabajos de construcción del Estadio Al-Madina comenzaron el 2 de julio de 2012 a un costo total de 100 millones de dólares financiados por el gobierno de Irak. Fue diseñado y construido por la firma turca "Nurol Construction". Es un campo de fútbol de césped con una superficie total de 30.000 m². Tiene capacidad para 32.000 espectadores y cuenta con otras instalaciones relacionadas con el deporte. 
El estadio tiene la particularidad de que su techo está equipado con grandes paneles solares en los lados norte y sur, formando una planta de energía de 7.000 metros cuadrados con un voltaje de 1.200 kV. Esto hace que el estadio sea autosuficiente en términos de suministro de energía para sus distintos compartimentos y la iluminación del campo. Cuando la producción fotovoltaica es superior al consumo de las cargas, el exceso de energía se distribuye a los residentes en las inmediaciones del estadio. La instalación es la primera en su tipo en el Medio Oriente.
El estadio ha cambiado de nombre cuatro veces. Se llamó en un comienzo "Estadio de la ciudad de Al-Sadr", antes de que el Ministerio de Juventud y Deportes decidiera llamarlo en 2017  "Estadio de Al-Habibiya" en referencia a la ubicación del estadio. A principios de diciembre de 2019, se eligió el nombre de "Estadio Al-Shohada" como homenaje a los mártires de la Revolución de Tishreen. El cambio de nombre final se produjo en agosto de 2020, cuando el estadio tomó el nombre de "Estadio Al-Madina", que significa "Estadio de la ciudad", en referencia al distrito de Sadr en el que se encuentra ubicado el estadio.

## Inauguración
El estadio estaba previsto que se inaugurara a principios de 2020, pero la situación vinculada a la crisis sanitaria mundial obligó a las autoridades iraquíes a posponer la apertura a 2021 a pesar de que las obras estaban finalizadas desde 2019. El estadio finalmente acogió su primer partido el 1 de diciembre de 2021, con ocasión de la final del Campeonato de la WAFF (Campeonato de Fútbol de Asia Occidental) Sub-18 de 2021 entre Irak y Líbano. La selección local ganó en definición a penales por 3-2, después de que el juego finalizara empatado 0-0.
El primer partido jugado por la Selección de fútbol de Irak en el estadio fue el 21 de enero de 2022 en un partido partido amistoso contra Uganda en el que venció por 1-0 con gol en el minuto 17 de su delantero Alaa Abbas.